# لاف هينا
لاف هينا (باليابانية: ラブ ひな، بالروماجي: Rabu Hina) هي سلسلة مانغا يابانية من تأليف كي أكاماتسو، نشرت من قبل كودانشا في مجلة شونن الأسبوعية، في 21 أكتوبر عام 1998 حتى 31 أكتوبر عام 2001، وتكونت من 14 مجلدًا. أنتجت إلى مسلسل أنمي تلفزيوني من قبل استوديو زيبيك، عرض الأنمي في 19 أبريل عام 2000 واستمر عرضه حتى 27 سبتمبر عام 2000، وتكون من 24 + حلقة 6 أوفا.

## القصة
عندما كان عمر كيتارو 5 سنوات، وعد فتاة كانت جارته حين إذن، أنهما عندما يكبران سيذهبان معا إلى جامعة طوكيو حيث سيعيشان بعدها معا بسعادة، لكن تلك الفتاة قد انتقلت، كبر كيتارو واضعا الوعد هدفه في الحياة، لكن المشكلة أنه قد نسي اسم الفتاة التي وعدها.
بعد 15 عاما حاول كيتارو أن ينجح بامتحان القبول في جامعة طوكيو، ولكنه فشل عدة مرات، وهذا ما جعل والداه يضيقان ذرعا به !!
بعد ذلك قررت جدة كيتارو أن تتخلى عن المنتجع الذي تقوم بإدارته ل كيتارو بسبب كبرها بالسن، فانتقل كيتارو ليدير المنتجع، حيث يفاجأ بأن 5 فتيات لا صبية يسكنون فيه !!
من هنا تبدأ القصة، هل سيدخل كيتارو جامعة طوكيو مع صديقة طفولته ويفي بوعده؟، هل سيتأقلم (لا يقتل) مع فتيات المنتجع؟.

## الشخصيات
كيتارو أُراشيما
بصوت: يوجي أيدا
كيتارو يبلغ من العمر 20 سنة، هدفه الدخول إلى جامعة طوكيو ليفي بوعد قام به لفتاة قبل 15 عاما، في هذه الأثناء يحاول كيتارو دخول الجامعة ولكنه فشل 3 مرات، استلم وظيفة إدارة المنتجع من جدته التي تخلت عنه بسبب كبر سنها الذي يقطنه فتيات فقط، كما أنه بدء يكون مشاعر خاصة لنارو.
نارو ناروسيغاوا
بصوت: يوي هوريه
نارو فتاة بعمر 19 عاما، تهيئ نفسها لدخول جامعة طوكيو لهذا فهي تدرس مع كيتارو، حيث أنها تشكل الحب الأول لكيتارو، لكن المسكين حين تصادفه مواقف غير مقصودة مع الفتيات (تعرفون ما أقصد) فإن نارو تقذفه عاليا بلكمة قوية جدا وقاسية لتظهر لنا الجانب الآخر من شخصيتها!!! كما أنها تحاول جاهدة أن تسيطر على مشاعرها نحو كيتارو.
ميتسونه كونّو (كتسونه)
بصوت: جونكو نودا
Kitsune فتاة ذات طباع مراوغ جدا، حياتها عبارة عن لعب ومرح، ولا ننسى شربها للSake فهي مدمنة عليه بشدة، Kitsune صديقة Naru العزيزة تبلغ 19 عاما أيضا.
كاولا سو
بصوت: ريكو تاكاغي
Su تبلغ 15 عاما، مزعجة جدا وصاخبة!!! كما أنها عبقرية في صناعة الآلات وغالبا تستخدمها لجلب المصائب والمتاعب لKeitaro المسكين.
شينوبو مايهارا
بصوت: ماسايو كوراتا
Shinobu عمرها 14 عاما، انضمت إلى منتجع Hinata بعد طلاق والديها وقرارهما بالانتقال من البلدة، لذا قررت أن تسكن في منتجع Hinata، فتاة لطيفة، بريئة، خجولة ومهذبة، كما أنها تعتبر الطاهية الأفضل في المنتجع، بعد ذلك تكتشف أنها تحمل مشاعر لKeitaro .
موتوكو أوياما
بصوت: يو أساكاوا
Motoko هي فتاة الKendo، يقال أنها انتسبت من سلالة المقاتلين الذين حاربوا الأرواح الشريرة في Kyoto قبل عدة سنوات مضت، إنها ملمة بالتدريب فليس لديها وقت لتضييعه مع الصبية أمثال Keitaro.
هاروكا أُراشيما
بصوت: ميغومي هاياشيبارا
هي عمة Keitaro، باردة الأعصاب، لا تأبه لما يفعلونه من مشاجرات وإزعاج، وتترك لهم الحرية المطلقة طالما لا دخل لها بالأمر، بالرغم من أنها تهتم للجميع .
نورياسو سيتا
بصوت: ياسنوري ماتسموتو
أستاذ Naru (البروفيسور)، كانت مغرمة به في الماضي ولكنها اكتشفت أن مشاعرها نحوه كانت مجرد إعجاب لا أكثر.
سارا ماكدوغال
بصوت: يوميكو كوباياشي
تعتبر ابنة Sata ، إلا أنها ليست كذلك فهي متبناة، انتقلت للعيش في منتجع Hinata حيث أن Sata أرسلها إلى هناك كي يتم الاعتناء بها فهو كثير الترحال، عمرها 10 سنوات مزعجة وكثيرة المشاكل.
كنتارو ساكاتا
بصوت: ريوتارو أوكيايو
طالب في نفس مدرسة Naru حيث أنه قد اختارها ليذهبا معا إلى جامعة طوكيو بعد يوم التخرج، كان يحول بين Keitaro وNaru إلا أنه فيما بعد يقوم بمساعدتهم للتقرب أكثر.
'موتسومه أوتوهيمه
بصوت: ساتسكي يوكينو
فتاة رسبت مرة في امتحان القبول لجامعة طوكيو بسبب نومها في أثناء الامتحان، معجبة بKeitaru حيث أنها تدعي بأنها تلك الفتاة التي وعدها في الصغر، إلا أنها مع كل ذلك فهي لطيفة ومعاونة ولا تحمل الكره لأحد، تحب البطيخ كثيرا ويعتبر أكلتها المفضلة.
كاناكو أُراشيما
بصوت: ناتسكو كواتاني
أخت Keitaro الصغرى إلا أنها متبناة، تحب Keitaro حبا شديدا ليس كأخ ولكن كرجل، مما يثير غيرة Naru، تبدو بالبداية فتاة شريرة وعنيدة، لكن فيما بعد تحاول مساعدة Naru على البوح بحبها لKeitaro، هي لا تظهر بالمسلسل بل في الOVA.

## وصلات خارجية
- لاف هينا على موقع ميوزك برينز (الإنجليزية)